# Одюбон-Парк (Кентуккі)
Одюбон-Парк (англ. Audubon Park) — місто (англ. city) в США, в окрузі Джефферсон штату Кентуккі. Населення — 1433 особи (2020).

## Географія
Одюбон-Парк розташований за координатами 38°12′18″ пн. ш. 85°43′37″ зх. д. / 38.20500° пн. ш. 85.72694° зх. д. (38.205002, -85.727013).  За даними Бюро перепису населення США в 2010 році місто мало площу 0,84 км², уся площа — суходіл.

## Демографія
Згідно з переписом 2010 року, у місті мешкали 1473 особи в 601 домогосподарстві у складі 428 родин. Густота населення становила 1756 осіб/км².  Було 631 помешкання (752/км²).
Расовий склад населення:
| - 97,0 % — білих - 1,3 % — чорних або афроамериканців - 0,3 % — азіатів - 0,1 % — корінних американців |

До двох чи більше рас належало 0,7 %. Частка іспаномовних становила 1,4 % від усіх жителів.
За віковим діапазоном населення розподілялося таким чином: 19,7 % — особи молодші 18 років, 64,5 % — особи у віці 18—64 років, 15,8 % — особи у віці 65 років та старші. Медіана віку мешканця становила 46,0 року. На 100 осіб жіночої статі у місті припадало 91,5 чоловіків;  на 100 жінок у віці від 18 років та старших — 89,0 чоловіків також старших 18 років.
Середній дохід на одне домашнє господарство  становив 115 734 долари США (медіана — 94 943), а середній дохід на одну сім'ю — 128 538 доларів (медіана — 109 844). Медіана доходів становила 73 393 долари для чоловіків та 45 000 доларів для жінок. За межею бідності перебувало 2,1 % осіб, у тому числі 3,0 % дітей у віці до 18 років та 2,2 % осіб у віці 65 років та старших.
Цивільне працевлаштоване населення становило 868 осіб. Основні галузі зайнятості: освіта, охорона здоров'я та соціальна допомога — 21,8 %, науковці, спеціалісти, менеджери — 11,2 %, фінанси, страхування та нерухомість — 10,1 %, виробництво — 9,9 %.